# Daryna Sirantschuk
Daryna Serhijiwna Sirantschuk (ukrainisch Дарина Сергіївна Сіранчук, englische Transkription: Darya Siranchuk; * 14. Dezember 2000) ist eine ukrainische Poolbillardspielerin aus Kiew. Sie wurde 2017 ukrainische Meisterin in den Disziplinen 9-Ball und 10-Ball und 2018 Jugendeuropameisterin im 8-Ball.

## Karriere

### Poolbillard
Nachdem sie bei ihren ersten drei Teilnahmen 2009, 2010 und 2011 sieglos geblieben war, zog Daryna Sirantschuk beim 10-Ball-Wettbewerb der ukrainischen Meisterschaft der Damen 2012 erstmals in die Finalrunde ein und verlor das Viertelfinale gegen Marija Lewtschenko. Im Juli 2013 wurde sie nach einer Endspielniederlage gegen Kateryna Polowyntschuk ukrainische Vizejuniorenmeisterin im 8-Ball. Wenig später schied sie bei der Jugendeuropameisterschaft, für die sie in diesem Jahr erstmals nominiert worden war, in allen drei Wettbewerben (10-Ball, 8-Ball, 9-Ball) sieglos in der Vorrunde aus. Bei der ukrainischen Meisterschaft 2013 erreichte sie erneut ein Viertelfinale, diesmal im 8-Ball. Nachdem sie bei der Jugend-EM 2014 dreimal in der Vorrunde ausgeschieden war, gewann sie im Dezember 2014 ihre ersten Medaillen bei der ukrainischen Meisterschaft der Damen: Sie zog in den Disziplinen 14/1 endlos und 8-Ball ins Halbfinale ein, in dem sie sich jeweils der späteren ukrainischen Meisterin Kateryna Polowyntschuk geschlagen geben musste.
Bei der ukrainischen Juniorenmeisterschaft 2015 gelangte sie in allen vier Disziplinen ins Finale und traf dort jeweils auf Ljubow Schyhajlowa. Nachdem Sirantschuk im 14/1 endlos ihren ersten nationalen Juniorenmeistertitel gewonnen hatte, setzte sich in den drei folgenden Endspielen Schyhajlowa durch. Bei den Damen sicherte sie sich im selben Jahr zwei weitere Medaillen, als sie im 8-Ball und 10-Ball das Halbfinale erreichte und gegen Polowyntschuk verlor. Im Mai 2016 zog sie in Minsk zum ersten Mal auf der Baltic Pool League in ein Finale ein, in dem sie sich jedoch der Weißrussin Marharyta Fjafilawa geschlagen geben musste. Wenig später wurde sie ukrainische Juniorenmeisterin im 9-Ball und 10-Ball. Ende 2016 gelang ihr bei der nationalen Meisterschaft der Damen im 8-Ball erstmals der Finaleinzug, auf den jedoch eine Niederlage gegen Polowyntschuk folgte. Zudem gewann sie die Bronzemedaille im 10-Ball.
Im Juli 2017 wurde Sirantschuk durch Finalsiege gegen Bohdana Solomka in allen vier Disziplinen ukrainische Juniorenmeisterin. Wenig später gewann sie bei der Jugendeuropameisterschaft, an der sie in den beiden vorangegangenen Jahren nicht teilgenommen hatte, ihre ersten Medaillen: Sie zog im 10-Ball ins Finale ein, in dem sie sich der Russin Kristina Tkatsch mit 0:5 geschlagen geben musste, und erreichte im 8-Ball und 9-Ball das Halbfinale. Es waren die einzigen Medaillen für die Ukraine bei dieser Jugend-EM. Im selben Jahr nahm sie erstmals an der Juniorenweltmeisterschaft teil und schied in der Vorrunde aus. Im November 2017 gewann sie durch einen 6:4-Sieg gegen Daryna Krasnoschon das Finalturnier des ukrainischen 9-Ball-Pokals. Bei der ukrainischen Meisterschaft 2017 gelang ihr in allen vier Disziplinen der Finaleinzug. Nachdem sie im 14/1 endlos (34:75) und 8-Ball (5:6) gegen Kateryna Polowyntschuk verloren hatte, setzte sie sich im 9-Ball mit 7:6 gegen Polowyntschuk durch und wurde damit an ihrem 17. Geburtstag erstmals ukrainische Meisterin. Am Tag darauf gelang ihr mit einem 6:1-Finalsieg gegen Polina Wynokurowa der Titelgewinn im 10-Ball.
Anfang 2018 gewann Sirantschuk die Kiewer 8-Ball-Meisterschaft der Damen im Endspiel gegen Daryna Krasnoschon (5:2). Beim Herrenwettbewerb, der auch für Frauen offen war, wurde sie als beste Frau Dritte, nachdem sie im Halbfinale knapp gegen Witalij Pazura verloren hatte (5:6). Bei der ukrainischen Juniorenmeisterschaft 2018 gelang ihr im 8-Ball und 10-Ball die Titelverteidigung. Hingegen wurde sie im 9-Ball Zweite und im 14/1 endlos Dritte. Im Juli 2018 wurden in Veldhoven (Niederlande) die Europameisterschaften aller Altersklassen gleichzeitig ausgetragen. In der Disziplin 14/1 endlos, in der bei den Juniorinnen kein Wettbewerb gespielt wurde, trat sie erstmals bei den Damen an. Sie gewann ihre ersten vier EM-Spiele, unter anderem gegen Oliwia Czupryńska und Kristina Zlateva, und musste sich erst im Viertelfinale der Titelverteidigerin Kristina Tkatsch geschlagen geben (38:75). Bei den drei folgenden Wettbewerben spielte sie wieder bei den Juniorinnen. Nachdem sie im 10-Ball in der Vorrunde ausgeschieden war, wurde sie im 8-Ball durch einen 5:1-Finalsieg gegen Palina Tschernik zum ersten Mal Jugendeuropameisterin. Beim anschließenden 9-Ball-Wettbewerb unterlag sie im Viertelfinale der späteren Siegerin My Nguyen.

### Snooker
2012 schied Sirantschuk im Snooker bei ihrer ersten Teilnahme an der ukrainischen Meisterschaft in der Vorrunde aus. Zwei Jahre später zog sie beim nun separat ausgetragenen Wettbewerb der Damen ins Finale ein und unterlag Kateryna Polowyntschuk mit 2:3. 2015 erreichte sie bei den U21-Junioren das Halbfinale und bei den Damen das Endspiel, das sie mit 1:3 gegen Marija Issajenko verlor.

## Erfolge
- Ukrainische 9-Ball-Pokalsiegerin: 2017
- Ukrainische 9-Ball-Meisterin: 2017
- Ukrainische 10-Ball-Meisterin: 2017
- 8-Ball-Jugendeuropameisterin: 2018